# Runcton Holme
Runcton Holme är en ort och civil parish i Storbritannien.   Den ligger i grevskapet Norfolk och riksdelen England, i den sydöstra delen av landet, 130 km norr om huvudstaden London. Runcton Holme ligger 6 meter över havet och antalet invånare är 676.
Terrängen runt Runcton Holme är platt. Runt Runcton Holme är det ganska tätbefolkat, med 90 invånare per kvadratkilometer. Närmaste större samhälle är King's Lynn, 10,8 km norr om Runcton Holme. Trakten runt Runcton Holme består till största delen av jordbruksmark.